# Luiz Demétrio Valentini
Dom Luiz Demétrio Valentini (São Valentim, 31 de janeiro de 1940) é um bispo católico brasileiro, Bispo Emérito de Jales.

## Biografia
Filho de Antonio Valentini e Tereza Bertoldi. Décimo de doze irmãos. Estudou no Pré-Seminário de Frederico Westphalen e de Tapera, depois no Seminário Menor de Erexim. Cursou Filosofia no Seminário Maior de Viamão e Teologia na Pontifícia Universidade Gregoriana de Roma. Licenciou-se em Letras pela Faculdade de Palmas (Paraná). Ordenado presbítero em São Valentim, no dia 6 de fevereiro de 1965.
Trabalhou no Seminário Menor de Erexim, como professor de 1965 a 1967, e como reitor de 1968 a 1972. Foi Promotor Vocacional da Diocese de Erexim de 1973 a 1977. Foi pároco da Aratiba e da Barra do Rio Azul de 1978 a 1982. De 1969 a 1982 foi professor no Centro Universitário de Erexim e na Universidade de Passo Fundo.
Foi nomeado Bispo Diocesano de Jales a 8 de junho de 1982. Sua ordenação episcopal foi realizada em Erexim no dia 31 de julho de 1982 e sua posse em Jales a 15 de agosto do mesmo ano.
De 1991 a 1999 foi membro da Comissão Episcopal de Pastoral da CNBB, como responsável pelo Setor Pastoral Social. Durante este período foi presidente da Caritas Brasileira, e membro do Departamento de Pastoral Social do CELAM.
Participou da Quarta Conferência Geral do Episcopado Latino-Americano em Santo Domingo na República Dominicana, em 1992, onde coordenou a Comissão de Ecologia. Participou também do Sínodo Especial da América, em 1997, onde foi eleito membro da Comissão Permanente do mesmo Sínodo. Participou como membro delegado pela CNBB da Quinta Conferência Geral do Episcopado Latino-americano e Caribenho, na cidade de Aparecida, em 2007.
Em 23 de janeiro de 2010 recebeu a Medalha do Mérito Farroupilha, outorgada pela Assembléia Legislativa do Rio Grande do Sul.
De 1999 a 15 de novembro de 2011 foi presidente da Cáritas Brasileira, por quatro mandatos consecutivos.

## Atividade pastoral
Dá muita ênfase à Doutrina Social da Igreja, ao ecumenismo e à tolerância.
Apesar da clara oposição do Vaticano às relações entre Catolicismo e Maçonaria, Dom Demétrio quer uma aproximação entre as duas instituições e tem servido como intermediário para esse estreitamento de laços.
Juntamente com Dom Pedro Casaldáliga e Dom Tomás Balduíno, foi um dos promotores da carta de apoio à candidatura de Dilma Roussef nas eleições presidenciais de 2010
Em 2010 foi um dos principais defensores da proposta do 3º Programa Nacional de Direitos Humanos do governo federal. Como na 48ª Assembleia Geral da CNBB havia uma forte oposição ao plano, classificou os bispos que se opunham de fundamentalistas.